# リース・ウェッブ
リース・ウェッブ（Rhys Webb、1988年12月9日 - ）は、ユナイテッド・ラグビー・チャンピオンシップ、オスプリーズに所属するラグビー選手。

## プロフィール
- ウェールズ・ブリジェンド出身[1]。
- ポジションはスクラムハーフ(SH)。
- 身長 183cm、体重 93kg
- U20ウェールズ代表に選ばれたことがある[2]。
- ウェールズ代表通算キャップ数は36。
- ブリティッシュ・アンド・アイリッシュ・ライオンズに選ばれたことがある[3]。
- 7人制ウェールズ代表に選ばれたことがある。

## 略歴
ブリジェンド・レイブンズ、アベレイブンズ、オスプリーズ、RCトゥーロン、バースを経て、2020年、オスプリーズに復帰。
2023年、ウェールズ代表からの引退を発表。